# برايان وليامز (لاعب اتحاد الرغبي)
برايان وليامز (بالإنجليزية: Brian Williams)‏ هو لاعب اتحاد الرغبي بريطاني، ولد في 9 يوليو 1962 في بيمبروكشاير في المملكة المتحدة، وتوفي في 7 فبراير 2007 في ويلز في المملكة المتحدة بسبب نوبة قلبية.

## وصلات خارجية
- برايان وليامز عل موقع إسبنسكروم (الإنجليزية)